# Pure, Ardennes

Pure este o comună în departamentul Ardennes din nordul Franței. În 1 ianuarie 2022 avea o populație de 563 de locuitori.